# Lijst van albums van De Blauwbloezen
Hieronder volgt een volledige lijst van albums van De Blauwbloezen.
| Nummer | Titel                             | Oorspronkelijke titel                | Jaar van uitgave | Scenario                  | Tekeningen        | Kleuren  |
| ------ | --------------------------------- | ------------------------------------ | ---------------- | ------------------------- | ----------------- | -------- |
| 1      | Wagen in 't Westen                | Un chariot dans l’Ouest              | 1972             | Raoul Cauvin              | Louis Salvérius   |          |
| 2      | Van Noord naar Zuid               | Du Nord au Sud                       | 1973             | Raoul Cauvin              | Louis Salvérius   |          |
| 3      | Voor vijftienhonderd dollar extra | Et pour quinze cents dollars en plus | 1973             | Raoul Cauvin              | Louis Salvérius   |          |
| 4      | Outlaw                            | Outlaw                               | 1973             | Raoul Cauvin              | Louis Salvérius   |          |
| 5      | De deserteurs                     | Les Déserteurs                       | 1973             | Raoul Cauvin              | Willy Lambil      |          |
| 6      | De nor in Robertsonville          | La Prison de Robertsonville          | 1974             | Raoul Cauvin              | Willy Lambil      |          |
| 7      | De blauwe groentjes               | Les Bleus dans la marine             | 1974             | Raoul Cauvin              | Willy Lambil      |          |
| 8      | De hoogvliegers van de cavalerie  | Les Cavaliers du ciel                | 1976             | Raoul Cauvin              | Willy Lambil      |          |
| 9      | De grote patrouille               | La Grande Patrouille                 | 1976             | Raoul Cauvin              | Louis Salvérius   |          |
| 10     | Blauw en uniformen                | Des Bleus et des tuniques            | 1976             | Raoul Cauvin              | Louis Salvérius   |          |
| 11     | Blauwen in zwart-wit              | Des Bleus en noir et blanc           | 1977             | Raoul Cauvin              | Willy Lambil      |          |
| 12     | Blauwbloezen pakken kozakken      | Les Bleus tournent cosaques          | 1977             | Raoul Cauvin              | Willy Lambil      |          |
| 13     | De blauwen in de puree            | Les Bleus dans la gadoue             | 1978             | Raoul Cauvin              | Willy Lambil      |          |
| 14     | De melkmuil                       | Le Blanc-bec                         | 1979             | Raoul Cauvin              | Willy Lambil      |          |
| 15     | Rumberley                         | Rumberley                            | 1979             | Raoul Cauvin              | Willy Lambil      |          |
| 16     | Bronco Benny                      | Bronco Benny                         | 1980             | Raoul Cauvin              | Willy Lambil      |          |
| 17     | El Padre                          | El Padre                             | 1981             | Raoul Cauvin              | Willy Lambil      |          |
| 18     | Hoe het begon                     | Blue rétro                           | 1981             | Raoul Cauvin              | Willy Lambil      |          |
| 19     | The David                         | Le David                             | 1982             | Raoul Cauvin              | Willy Lambil      |          |
| 20     | Black face                        | Black face                           | 1983             | Raoul Cauvin              | Willy Lambil      |          |
| 21     | De 5 schoeljes                    | Les Cinq Salopards                   | 1984             | Raoul Cauvin              | Willy Lambil      |          |
| 22     | Blauwen en vrouwen                | Des Bleus et des dentelles           | 1985             | Raoul Cauvin              | Willy Lambil      |          |
| 23     | De neven van de overkant          | Les Cousins d’en face                | 1985             | Raoul Cauvin              | Willy Lambil      |          |
| 24     | Baby Blue                         | Baby blue                            | 1986             | Raoul Cauvin              | Willy Lambil      |          |
| 25     | Blauwen en bulten                 | Des Bleus et des bosses              | 1986             | Raoul Cauvin              | Willy Lambil      |          |
| 26     | Canadees goud                     | L’Or du Québec                       | 1987             | Raoul Cauvin              | Willy Lambil      |          |
| 27     | Bull Run                          | Bull Run                             | 1987             | Raoul Cauvin              | Willy Lambil      |          |
| 28     | The show must go on!              | Les Bleus de la balle                | 1988             | Raoul Cauvin              | Willy Lambil      |          |
| 29     | Buiten westen                     | En avant l’amnésique                 | 1989             | Raoul Cauvin              | Willy Lambil      | Leonardo |
| 30     | De roos van Bantry                | La Rose de Bantry                    | 1989             | Raoul Cauvin              | Willy Lambil      | Leonardo |
| 31     | Drummer boy                       | Drummer boy                          | 1990             | Raoul Cauvin              | Willy Lambil      | Leonardo |
| 32     | Te gek om los te lopen            | Les Bleus en folie                   | 1991             | Raoul Cauvin              | Willy Lambil      | Leonardo |
| 33     | Grumbler en zonen                 | Grumbler et fils                     | 1992             | Raoul Cauvin              | Willy Lambil      | Leonardo |
| 34     | De groene jaren                   | Vertes années                        | 1992             | Raoul Cauvin              | Willy Lambil      | Leonardo |
| 35     | Kapitein Nepel                    | Captain Nepel                        | 1993             | Raoul Cauvin              | Willy Lambil      | Leonardo |
| 36     | Quantrill                         | Quantrill                            | 1994             | Raoul Cauvin              | Willy Lambil      | Leonardo |
| 37     | Duel in het Kanaal                | Duel dans la Manche                  | 1995             | Raoul Cauvin              | Willy Lambil      | Leonardo |
| 38     | De onderduikers                   | Les Planqués                         | 1996             | Raoul Cauvin              | Willy Lambil      | Leonardo |
| 39     | Puppet blues                      | Puppet blues                         | 1997             | Raoul Cauvin              | Willy Lambil      | Leonardo |
| 40     | De stromannen                     | Les Hommes de paille                 | 1998             | Raoul Cauvin              | Willy Lambil      | Leonardo |
| 41     | De blauwen nemen de benen         | Les Bleus en cavale                  | 1998             | Raoul Cauvin              | Willy Lambil      | Leonardo |
| 42     | Blutch, zweet en tranen           | Qui veut la peau du général ?        | 1999             | Raoul Cauvin              | Willy Lambil      | Leonardo |
| 43     | De blauwblues                     | Des Bleus et du blues                | 2000             | Raoul Cauvin              | Willy Lambil      | Leonardo |
| 44     | Het oor van Lincoln               | L’Oreille de Lincoln                 | 2001             | Raoul Cauvin              | Willy Lambil      | Leonardo |
| 45     | Oproer in New York                | Émeutes à New York                   | 2002             | Raoul Cauvin              | Willy Lambil      | Leonardo |
| 46     | Requiem voor een blauwbloes       | Requiem pour un Bleu                 | 2003             | Raoul Cauvin              | Willy Lambil      | Leonardo |
| 47     | De Nancy Harts                    | Les Nancy Hart                       | 2004             | Raoul Cauvin              | Willy Lambil      | Leonardo |
| 48     | Arabesk                           | Arabesque                            | 2005             | Raoul Cauvin              | Willy Lambil      | Leonardo |
| 49     | Een huwelijk in Fort Bow          | Mariage à Fort Bow                   | 2005             | Raoul Cauvin              | Willy Lambil      | Leonardo |
| 50     | De klopjacht                      | La Traque                            | 2006             | Raoul Cauvin              | Willy Lambil      | Leonardo |
| 51     | Een steekje los bij Stark         | Stark sous toutes les coutures       | 2007             | Raoul Cauvin              | Willy Lambil      | Leonardo |
| 52     | De blauwen in de mist             | Des Bleus dans le brouillard         | 2008             | Raoul Cauvin              | Willy Lambil      | Leonardo |
| 53     | Blauw bloed bij de Blauwen        | Sang bleu chez les Bleus             | 2009             | Raoul Cauvin              | Willy Lambil      | Leonardo |
| 54     | Miss Walker                       | Miss Walker                          | 2010             | Raoul Cauvin              | Willy Lambil      | Leonardo |
| 55     | Mijn broer de indiaan             | Indien, mon frère                    | 2011             | Raoul Cauvin              | Willy Lambil      | Leonardo |
| 56     | Tand om tand                      | Dent pour dent                       | 2012             | Raoul Cauvin              | Willy Lambil      | Leonardo |
| 57     | Colorado story                    | Colorado story                       | 2013             | Raoul Cauvin              | Willy Lambil      | Leonardo |
| 58     | Groene vingers                    | Les Bleus se mettent au vert         | 2014             | Raoul Cauvin              | Willy Lambil      | Leonardo |
| 59     | De vier evangelisten              | Les quatre évangélistes              | 2015             | Raoul Cauvin              | Willy Lambil      | Leonardo |
| 60     | Carte blanche voor een Blauwbloes | Carte blanche pour un Bleu           | 2016             | Raoul Cauvin              | Willy Lambil      | Leonardo |
| 61     | De vreemde soldaat Franklin       | L'étrange soldat Franklin            | 2017             | Raoul Cauvin              | Willy Lambil      | Leonardo |
| 62     | Sallie                            | Sallie                               | 2018             | Raoul Cauvin              | Willy Lambil      | Leonardo |
| 63     | De slag van de krater             | La bataille du cratère               | 2019             | Raoul Cauvin              | Willy Lambil      | Leonardo |
| 64     | Waar Is Arabesk?                  | Où est donc Arabesque?               | 2021             | Raoul Cauvin              | Willy Lambil      | Leonardo |
| 65     | De oorlogscorrespondent           | L'envoyé spécial                     | 2020             | BeKa en José Luis Munuera | José Luis Munuera | Sedyas   |
| 66     | Irish melody                      | Irish melody                         | 2022             | Kriss                     | Willy Lambil      | Leonardo |
| 67     | Vuur en IJs                       | Du feu sur la glace                  | 2023             | Kriss                     | Willy Lambil      | Leonardo |
| 68     | Goud voor de Blauwen              | De l'or pour les Bleus               | 2024             | Fred Neidhardt            | Willy Lambil      | Leonardo |